# نيكولاس رايدلي
نيكولاس رايدلي (بالإنجليزية: Nicholas Ridley)‏ (17 فبراير 1929 - 4 مارس 1993)، وزير الخزانة البريطاني الأسبق. كان من أشد مؤيدي رئيسة الوزراء البريطانية المحافظة مارغريت ثاتشر التي عرفت باسم المرأة الحديدية.
وكات قد تولى عدداً من المناصب الوزارية في حكومات ثاتشر خلال الثمانينيات منها وزارة التجارة ووزارة المالية.
وقد اضطر إلى الاستقالة في 14 يوليو 1990 عندما نشرت مجلة سبكتاتور البريطانية مقابلة معه هاجم فيه الوحدة النقدية والاقتصادية الأوروبية باعتبارها صاروخ ألماني موجه للسيطرة على أوروبا.

## روابط خارجية
- نيكولاس رايدلي على موقع مونزينجر (الألمانية)